# کریستین کولچار
کریستین کولچار (انگلیسی: Krisztián Kulcsár؛ زادهٔ ۲۸ ژوئن ۱۹۷۱) ورزشکار شمشیربازی اهل مجارستان است.
وی در مسابقات کشوری و بین‌المللی در مجموع برندهٔ ۱ مدال طلا، ۲ مدال نقره شده‌است.